# Oscar Lindelöf
Oscar Sigurd Lindelöf (ur. 15 września 1903, zm. 4 stycznia 1993) – szwedzki zapaśnik walczący w stylu klasycznym. Dwukrotny olimpijczyk. Zajął czwarte miejsce w Amsterdamie 1928 i szóste w Los Angeles 1932. Walczył w wadze koguciej i piórkowej.
Wicemistrz kraju w 1929 roku.

## Letnie Igrzyska Olimpijskie 1928
| Konkurencja          | Rundy eliminacyjne   | Rundy eliminacyjne     | Rundy eliminacyjne | Rundy eliminacyjne      | Rundy eliminacyjne     | Rundy eliminacyjne     | Klas. końcowa |
| Konkurencja          | Przeciwnik I         | Przeciwnik II          | Przeciwnik III     | Przeciwnik IV           | Przeciwnik V           | Przeciwnik VI          | Miejsce       |
| -------------------- | -------------------- | ---------------------- | ------------------ | ----------------------- | ---------------------- | ---------------------- | ------------- |
| 58 kg styl klasyczny | Eduardo Bosc (ARG) Z | Georges Miller (LUX) Z | Ðula Sabo (YUG) Z  | Herman Andersen (DEN) Z | Jindřich Maudr (CSK) P | Giovanni Gozzi (ITA) P | 4.            |

## Letnie Igrzyska Olimpijskie 1932
| Konkurencja          | Rundy eliminacyjne     | Rundy eliminacyjne    | Klas. końcowa |
| Konkurencja          | Przeciwnik I           | Przeciwnik II         | Miejsce       |
| -------------------- | ---------------------- | --------------------- | ------------- |
| 61 kg styl klasyczny | Jindřich Maudr (CSK) P | Wolfgang Ehrl (GER) P | 6.            |